# Bill Lee (homme politique)
Pour les articles homonymes, voir Bill Lee.
William Byron Lee, dit Bill Lee, né le 9 octobre 1959 à Franklin (Tennessee), est un homme politique et homme d'affaires américain. Membre du Parti républicain, il est gouverneur du Tennessee depuis le 19 janvier 2019.